# 十六銀行
株式会社十六銀行（じゅうろくぎんこう、英称：The Juroku Bank,Ltd.）は、十六フィナンシャルグループ傘下の岐阜県岐阜市に本店を置く地方銀行。

## 概要
岐阜県・愛知県内に店舗網を展開しているほか、三重県桑名市、東京、大阪市にも支店を持つ。中華人民共和国上海市と東南アジア各地に駐在員事務所を置いている。
岐阜県では預金・貸金残高は市中金融機関中3割前後を占めるリーディングバンクであり、県内に本店を置く全国地方銀行協会（地銀協）加盟行が存在しない愛知県においても、一定のシェアを持つ。東海3県に本店を置く地方銀行・第二地銀・信用金庫では最大規模である。
創業時に指導を受けた第一銀行の流れを汲む第一勧業銀行（現・みずほ銀行）と親密だったが、1980年代後半からは三菱銀行（現・三菱UFJ銀行）と親密関係となる。また、日本銀行出身者が2代続けて頭取に就任した時代もあったが、1999年（平成11年）6月に日銀及び旧大蔵省出身者の退任以降、いわゆる天下りが取締役には存在しない。これは大手都銀からも同様である。

## 沿革
ナンバーのみの行名を維持している銀行（ナンバー銀行）として日本最古の銀行である。当時、岐阜県では三井銀行岐阜出張所が金融の重鎮を担ってきたが、民間業者への融資には慎重であった。そこで、岐阜町界隈の商工業者が中心となり、渋沢栄一率いる第一国立銀行の指導の下、1877年（明治10年）10月に第十六国立銀行として開設された。
同時期に設立された国立銀行は在郷士族による出資が多かったが、第十六国立銀行は平民の出資94.4％にて設立された。以後、1896年（明治29年）に株式会社十六銀行となり、明治・大正・昭和期において岐阜県下大小19の金融機関を吸収合併し、今日に至る。
- 1877年（明治10年）10月 - 第十六国立銀行として営業開始。頭取に織物業者の渡辺甚吉 (12代)が就く。
- 1896年（明治29年）12月 - 株式会社十六銀行として発足。
- 1912年（大正元年） 8月 - 三井物産手形詐欺事件。
- 1921年（大正10年）4月 - 不正融資事件（名古屋事件）を原因とする経営危機に第一銀行の支援を仰ぐ。
- 1945年（昭和20年）7月 - 国策に従い、大垣共立銀行との合併交渉を進めるも、太平洋戦争下の岐阜・大垣空襲により中断、そのまま立ち消えに。
- 1947年（昭和22年）2月 - 愛知県葉栗郡木曽川町（現・一宮市）に24年ぶり県外支店開設。以後、愛知県中心に積極的店舗展開。
- 1948年（昭和23年）3月 - 戦後混乱期の処理策として赤字決算となる。
- 1951年（昭和26年）11月 - 大蔵省検査の結果、同省の決算事前承認銀行となる（1955年8月まで）。
- 1959年（昭和34年） - 『十六銀行のあゆみ』を発行（十六銀行企画調査部編、149ページ）。
- 1967年（昭和42年） - 2代目シンボルマークを制定[広報 1]。
- 1969年（昭和44年）10月 - 名証二部上場。
- 1970年（昭和45年）8月 - 名証一部上場。
- 1972年（昭和47年）
  - 7月 - 東濃信用組合営業譲受。
  - 9月1日 - 東証一部上場[5]。
  - 9月 - 看板等に2代目シンボルマークの使用を開始[広報 1]。
- 1973年（昭和48年）3月 - 第一次オンライン稼動。
- 1977年（昭和52年）4月 - 新本店新築。
- 1978年（昭和53年）3月 -『十六銀行百年史』を発行（十六銀行編、1007ページ）。
- 1982年（昭和57年）
  - 7月 - 第二次オンライン稼動。
  - 8月 - ディーシーカードと共同で十六ディーシーカードを設立。
- 1984年（昭和59年）11月 - 東海3県の地銀として初めて、ニューヨーク駐在員事務所開設（1990年5月に支店昇格）。
- 1986年（昭和61年）6月 - キャラクターに「トムとジェリー」採用。
- 1987年（昭和62年）
  - 1月 - 香港駐在員事務所開設（1989年1月に支店昇格）。
  - 10月 - 岐阜中央信用組合営業譲受。
- 1990年（平成2年）9月 - ロンドン駐在員事務所を開設。
- 1991年（平成3年）9月 - 香港の現地法人「十六国際財務有限公司」を開設。
- 1993年（平成5年）
  - 3月 - 地銀として初めて、上海駐在員事務所を開設。
  - 5月 - 第三次オンライン稼動。
- 1994年（平成6年）3月 - 名古屋支店ビル竣工（現在、同行の手形用紙にはこのビルが背景に描かれている）。十六銀行名古屋ビル（1994年竣工）

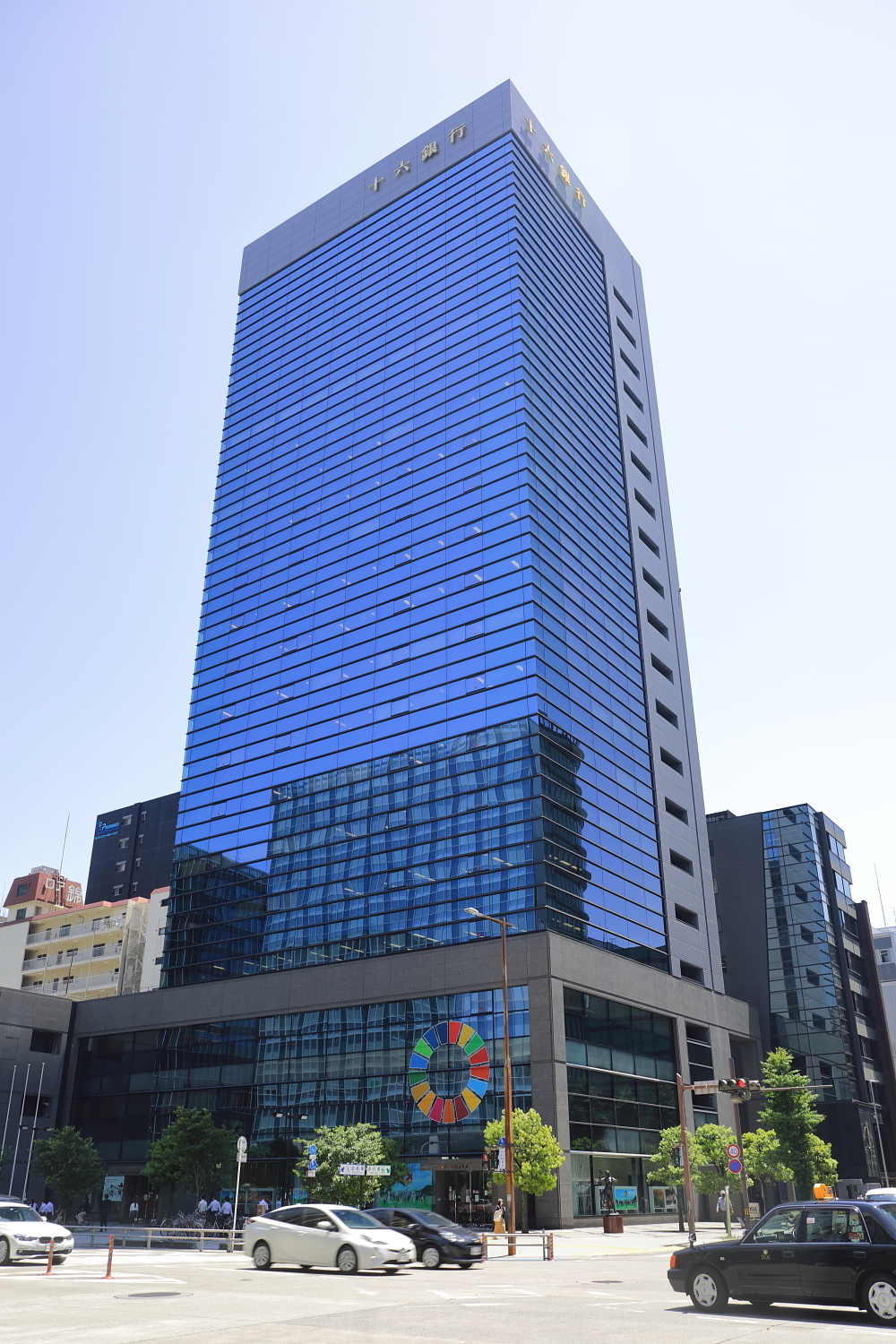
十六銀行名古屋ビル（1994年竣工）

- 1997年（平成9年）5月 - 土岐信用組合営業譲受。
- 1998年（平成10年）3月 -『十六銀行百二十年史』を発行（十六銀行編、359ページ）。
- 1999年（平成11年）4月 - ニューヨーク支店とロンドン駐在員事務所の廃止を発表。
- 2000年（平成12年）7月 - 名古屋銀行と業務提携締結。十六国際財務有限公司を清算。
- 2003年（平成15年）
  - 3月 - 大口融資先である大日本土木の経営破綻による大幅損失計上。
  - 5月 - 次期システムについて東京三菱銀行を中心に共同運用する事で合意。
  - 9月 - 香港支店を駐在員事務所に変更。BIS規制国内基準行となる。
- 2004年（平成16年）4月 - 営業地域を、15ブロックに編成して母店長に権限委譲する「ブロック制」施行。
- 2005年（平成17年）3月 - 決算において2年連続過去最高益を計上。
- 2007年（平成19年）7月 - 第四次オンライン稼動。
- 2012年（平成24年）
  - 4月2日 - 名古屋支店を名古屋営業部へ組織変更（本部機能の一部を担う格上げ）。
  - 9月18日 - 岐阜銀行を吸収合併。
- 2013年（平成25年）
  - 6月4日 - 銀行店舗内としては国内初となるセブン銀行のATMを高山駅前支店に設置[6][広報 2]。
  - 6月28日 - シンクタンクである十六総合研究所を設立[7]。
  - 9月26日 - 堀江博海頭取を全会一致で解任。後任には村瀬幸雄専務が昇格[広報 3][8][広報 4]。
- 2015年（平成27年）
  - 1月13日 - アクサダイレクト生命保険と提携し、インターネット保険窓販を開始[9]。
  - 3月4日 - シンガポール駐在員事務所を開設[広報 5]。
  - 3月20日 - バンコク駐在員事務所を開設[広報 5][10]。
  - 4月1日 - 岐阜県の公金の出し入れを代行する指定金融機関が大垣共立銀行に交代[11][† 2]。 連結子会社の十六信用保証がぎふぎん保証サービスを吸収合併[広報 6]。
  - 4月21日 - 東京駅前のサピアタワー3階に所在するファミマ!!サピアタワー店内に7行と共に日本ATMへの委託の下、アフターサービス共同窓口を設置[広報 7][12]。
  - 12月7日 - アニコム損害保険と提携し、「ペット保険」の窓販を開始[13]。
- 2018年（平成30年）
  - 3月 - ハノイ駐在員事務所を設置。
  - 3月 - 東海東京フィナンシャル・ホールディングスとの包括的業務提携に合意。
- 2019年（令和元年）
  - 5月24日 - MONET TechnologiesのMONETコンソーシアムに地方銀行として初めて参画。愛知営業本部に「MaaS戦略チーム」を設置[広報 8]。
  - 5月28日 - 三井住友信託銀行と相続関連の商品開発などで連携すると発表[広報 9]。
  - 6月3日 - 十六TT証券営業開始。
- 2020年（令和2年）2月27日 - 電算システムとフィンテック分野での連携で合意したことを発表[14]。
- 2021年（令和3年）
  - 9月29日 - 東証一部・名証一部上場廃止。
  - 10月1日 - 単独株式移転により銀行持株会社十六フィナンシャルグループ（以下「十六FG」）を設立し[15]、十六FGの完全子会社となる。
- 2022年（令和4年）12月5日 - 3代目シンボルマークとして、十六FGと同一デザインのシンボルマークへの変更を発表。2代目シンボルマークは「トラディショナルマーク」に制定される[広報 1]。
- 2023年（令和5年）4月1日 - シンボルマークを十六FGと同一デザインに統一[広報 1]。
- 2024年（令和6年）2月7日 - りそなホールディングスと業務提携[16]。
- 2025年（令和7年）4月1日 - 岐阜県指定金融機関を再受託[17]。

## 経営

### 東海地方の金融機関との競合
岐阜県内金融機関の近年の傾向として、地盤とする岐阜県は2004年当時、十六銀行と大垣共立銀行、岐阜銀行、岐阜信用金庫の4行庫で預金40%、貸出金62%の寡占状態であり、また地場産業の低迷から、いずれも愛知県への進出（愛知県に本店を置く地銀協加盟行は存在しない）を強めている。こうしたなか、2000年（平成12年）以降、旧東海銀行の再編参加により、当時一層の勢力猛進が恐れられていたUFJ銀行に対抗する戦略として、十六銀行・名古屋銀行・百五銀行の3行で業務提携を締結した。具体的な施策として、名古屋銀行との店舗交換や、3行間でのM&Aの相互紹介、共同商談会等を行い、さらに後述するATM相互開放では愛知銀行（現・あいち銀行）を加え、これは、地域金融機関連携のモデルケースとして全国的に注目されてきた。
しかし2005年（平成17年）10月、親密都銀である東京三菱銀行の持株会社である三菱東京フィナンシャルグループ（FG）によるUFJホールディングスの救済合併が実現。追って商業銀行も2006年（平成18年）1月に合併し、対UFJ包囲網として構築された地域銀行業務提携は、目的を変更せざるを得なかった。
東海地方は元々、無借金志向の企業が多いため貸出金利が全国平均より低く、また貯蓄率の高さから預貸率が低いため、その資金利鞘の改善が課題となっていた（旧東海銀行の東京進出および新興企業の積極的開拓もこうした歴史的背景からであるが、合併後の行内対立による経営悪化、とりわけ中京圏での弱体化は十六にとって奇貨となった）。今後の生存戦略の一選択として、銀行間の統合を探る動きも見られる。
2008年（平成20年）11月28日付の『日本経済新聞』など各紙の報道では、同年12月1日より十六銀行が、三菱東京UFJ銀行系列で経営再建中の岐阜銀行（岐阜市）に対し資本支援するなど、両行が包括的な資本・業務提携に向けた交渉に入ることが報じられた。十六銀は数十億円の出資を検討しており、岐阜銀が発行する優先株を引き受ける方法が有力という。三菱東京UFJ銀行の地銀囲い込み戦略が進む中で、東海地方における地元金融機関の生存戦略と十六銀行との関係が注目された。
2010年（平成22年）7月30日、岐阜銀行が三菱東京UFJ銀行側からの資本支援を行うことを前提に、十六銀行は岐阜銀行を2010年度に完全子会社化し、2012年（平成24年）9月18日に吸収合併した。

### 店舗政策
前述のように岐阜県内は、金融機関の寡占状態および地場産業の低迷による新規融資の掘り起しが見込めないため、バブル景気期には愛知県内に積極的な店舗展開を行った。2014年2月時点で、県西部を中心に40店舗以上を配置するとともに、名古屋営業部内に法人融資の部署を設置して、貸出の増強を図っている。1997年（平成9年）の神戸支店（岐阜県）開設以来、新規出店は中止し、岐阜県内店舗を中心に15カ店の支店統廃合を実施した。また三河地区の4支店（大府・西尾・安城・豊川）を名古屋銀行と店舗交換し、名古屋銀行から岐阜県内の3支店（高山・大垣・関）を譲受した。この三河地区からの一部撤退は、対象店舗がバブル期に出店したため、各支店はキャッシュフローで黒字であったものの償却損を計上していたことから、当時は妥当な判断とされたが、その後のトヨタ自動車関連企業はじめ当地の製造業の好況感から、結果的に失策ではなかったかとの見方もある。
近年の店舗政策としては、店舗網の見直しが一巡したこともあり、愛知県内での営業力強化の一環として、名古屋支店の名古屋営業部への組織変更・岐阜銀行の吸収合併に伴うものを含めた名古屋地区での店舗網拡充、一部部分撤退した三河地区では豊田市・刈谷市・岡崎市・豊橋市にローンセンター（住宅ローン業務の専任部署）を設置、特に豊田支店では2007年（平成19年）には住宅ローン残高が全店1位（これまでは、岐阜県の可児支店）になるなど、好調な成果を挙げている。また、東加納支店（岐阜県）をはじめ、一部フルバンキング店舗を富裕層特化の個人専業店舗に転換する計画である。また、富裕層向けの資産運用などコンサルティング業務に特化した新型店舗「PLAZA JUROKU」を岐阜市と名古屋市中区に開設しているほか、静岡県浜松市にも進出する計画がされている。

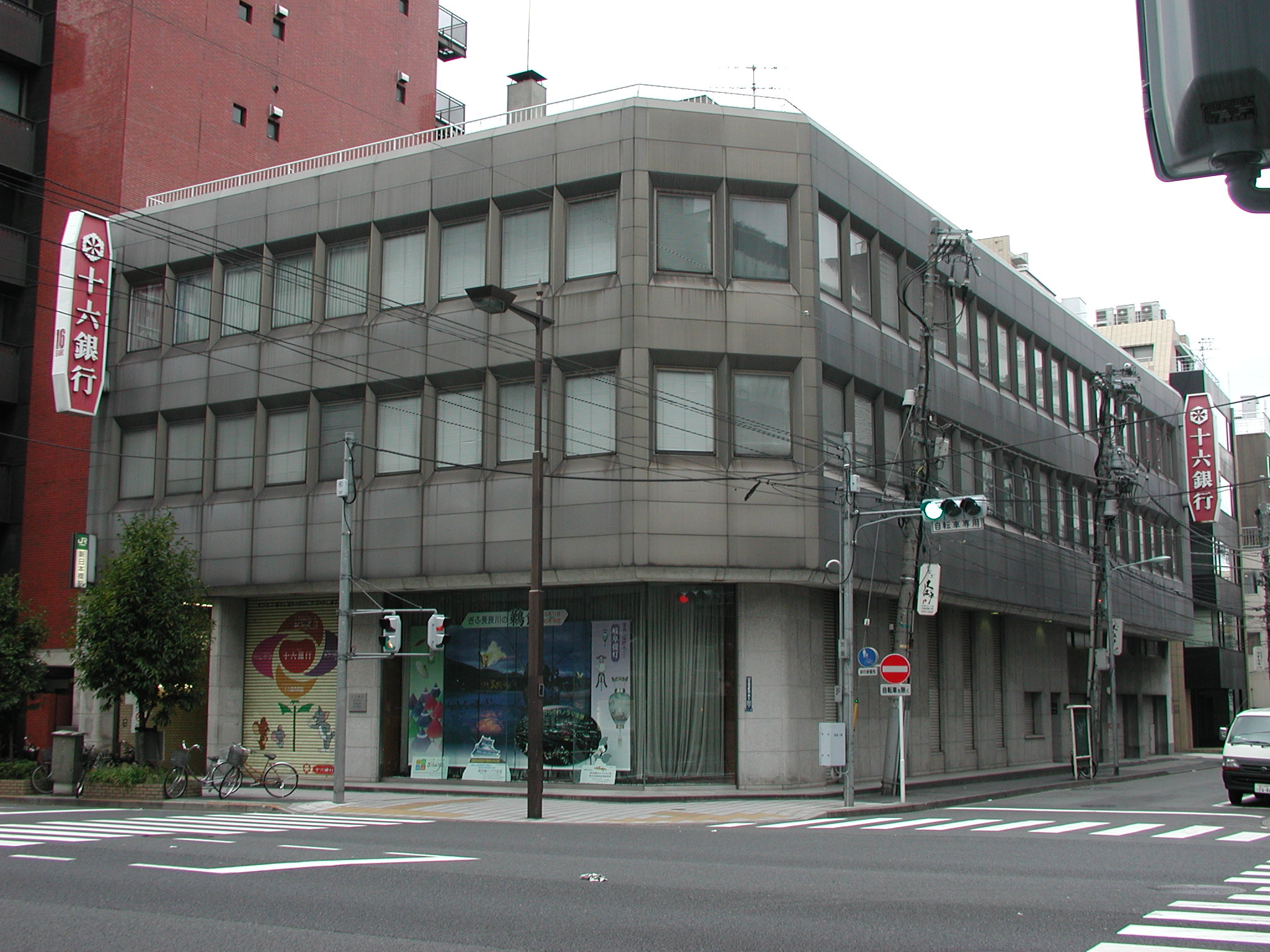
東京支店・東京事務所
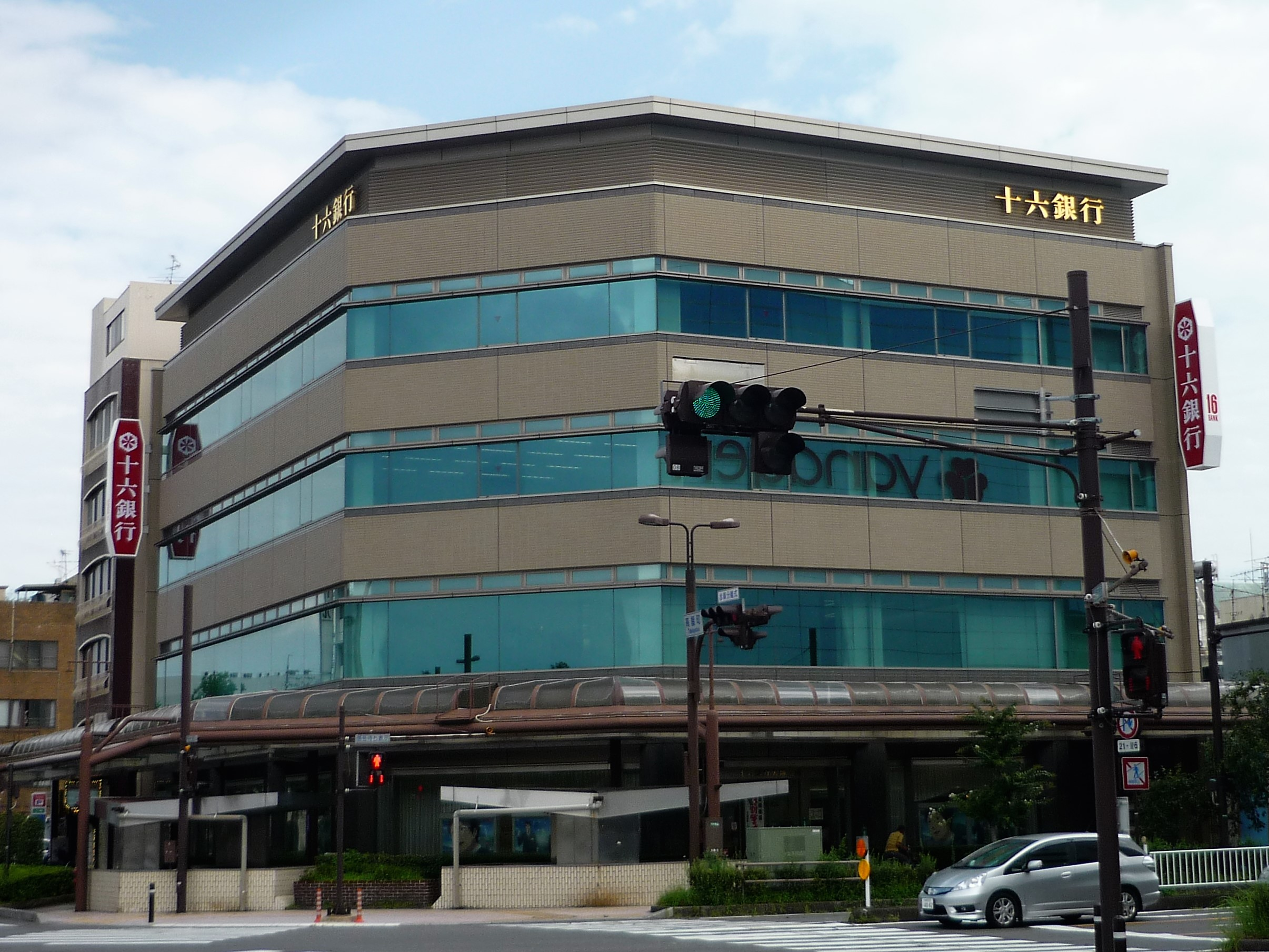
大垣支店
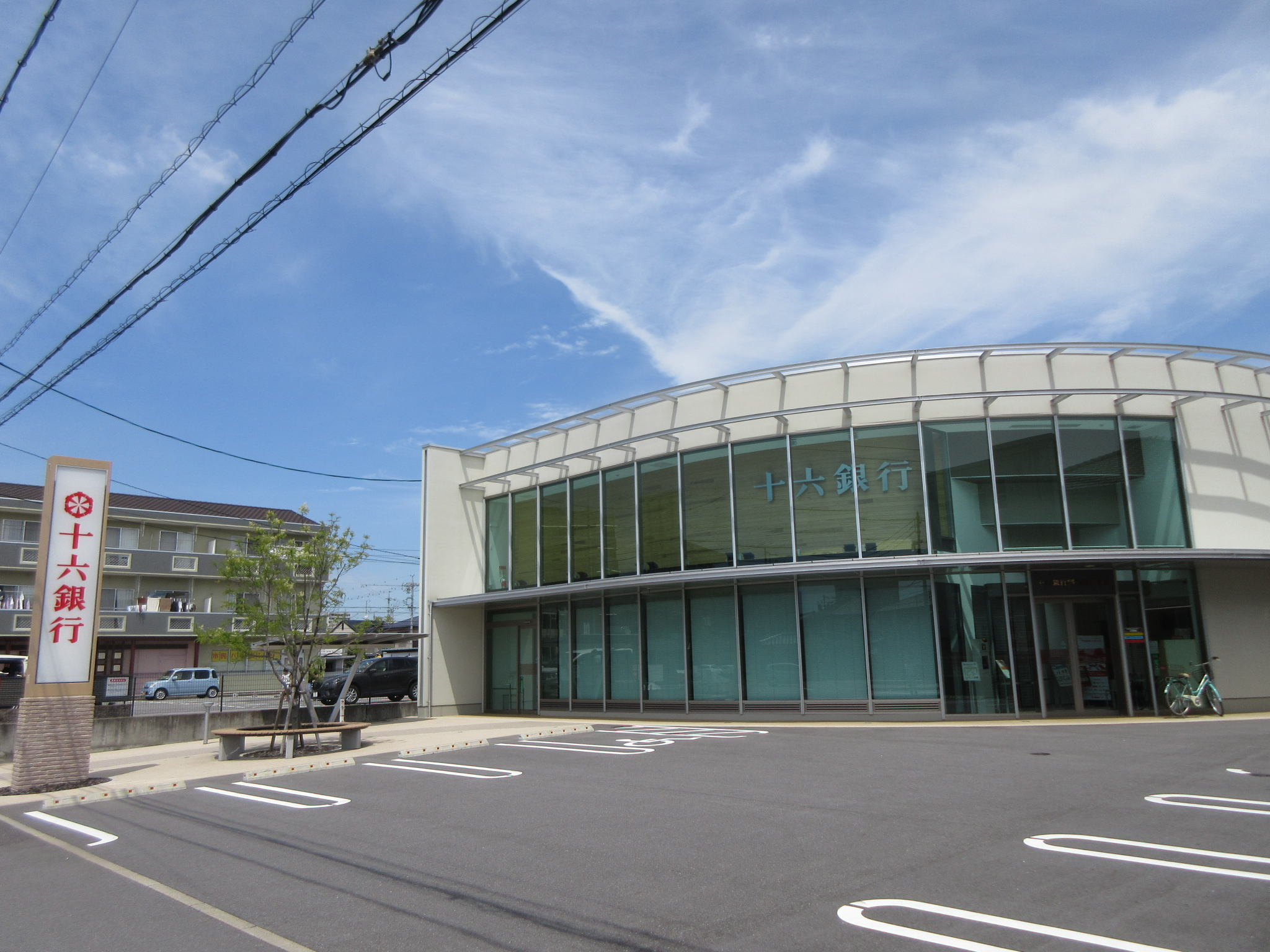
岡崎羽根支店
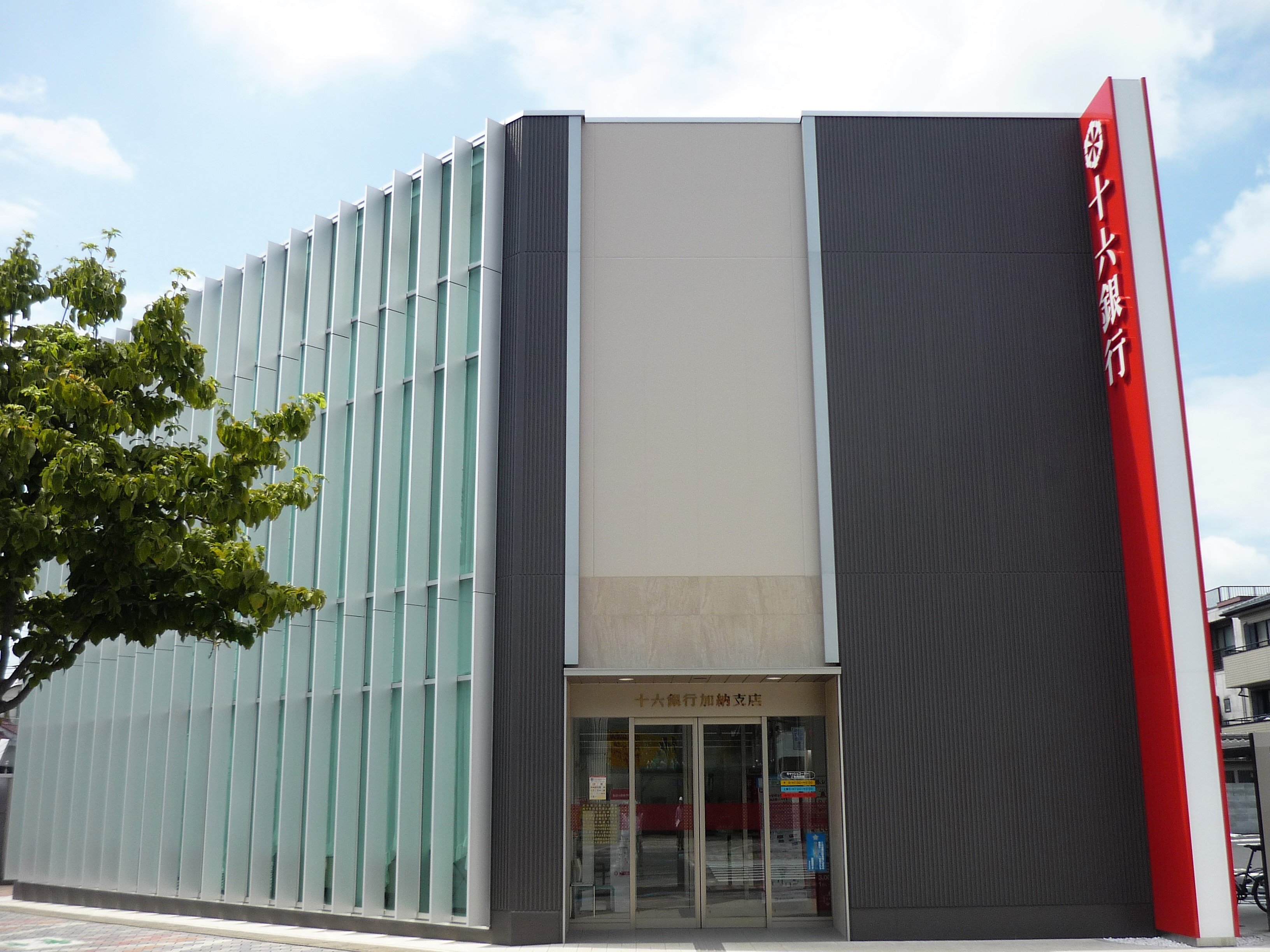
加納支店

### 営業政策

#### 法人市場対策
- 私募債受託や医療開業融資等に特色がある。
- 収益的には、預貸金利利鞘は地方銀行でも下位に属するなどその向上が大きな課題となっている。もっとも、この原因は東海地方の貸出金利が名古屋金利と言われるほど、全国平均と比較し低金利であるためであり、これは東海地方の金融機関全体に共通する課題である。
- 2005年以降、不良債権処理が一段落したことから信用リスクの対価として金利収入を目的とする「ドリームファンド」を500億円設定するなど、預貸金利利鞘の改善を図っている。

#### 地方公共団体取引
岐阜県の指定金融機関を長らく受託してきたが、2015年以降、大垣共立銀行に交代する見通しとなった。
岐阜市を始めはじめとした県内の多くの市町村の指定金融機関を受託している。なお、一部の市町村は他金融機関（信用金庫）等との輪番制となっている。
1964年に指定金融機関制度が開始されて以来、2年ごとの契約の自動更新で岐阜県の指定金融機関となっていた。これは2015年まで続くこととなる。
2012年7月2日、県議会の総務委員会の定例会において、最大会派である県政自民クラブ所属の議員より、十六銀行の指定金融機関の指定の長期継続について疑義が出た。
2013年10月7日、県議会の第4回定例会において、県の指定金融機関に2015年4月から5年間、十六銀行を指定するとした議案（議第百十二号）が否決された。これによって50年間続いた指定金融機関の座から陥落した。
これにより、2015年4月から25年3月までは大垣共立銀行が岐阜県の指定金融機関とされた。その間、十六銀行は指定代理金融機関となった。
2019年3月18日、県議会の第1回定例会において、十六銀行を指定金融機関とする議案（議第五十八号）は否決された。
2024年2月22日、県は再度十六銀行を指定金融機関とする議案（議第七十一号）を提出し、のちに議決され、2025年4月1日から再び指定金融機関として受託している（指定期間は2030年3月末日まで）。

#### 個人市場対策
営業部隊
- 上記のように、低資金利鞘を補う手段として、手数料収入が見込まれる投資商品の販売に力を入れている。十六銀行営業部隊のパワーセールス力は、かつて日産生命保険ローン・富士エクセレントを始めとするゴルフローン・ディーシーカード獲得で発揮された。特に、2004年度は変額保険市場で最もシェアの高いハートフォード生命保険の取扱販売高は、全販売金融機関（都銀・大手証券会社も含めて）第2位であった。最近では、リスクポートフォリオの観点もあり、東京海上日動あんしん生命の保険商品が販売の主力となっている。
- ただし、この積極的な営業活動の反動で一時期、十六銀行は東海財務局管内での金融機関では、最も苦情受付件数が多く、2000年前後には業務改善命令発動も検討されたことがある。また、2005年年度末決算では東海3県地銀・第二地銀全9行中唯一、総預金残高が350億円減少（投資商品を含む個人預かり資産高自体は増加している）し、急遽キャンペーン金利定期預金等を展開し、預金獲得を図っている。
- 2007年7月、日本経済新聞社と日経リサーチが共同で実施した第3回「銀行リテール力調査」（全国の121行の店頭サービスと金融商品充実度を比べるもの）では、2006年調査の24位から躍進し、地方銀行の中では首位の3位となった（ライバル行の大垣共立銀行は18位）。小島伸夫・頭取はその要因として、ファイナンシャルアドバイザーと呼ばれる資産運用担当者の積極配置と一部成果報酬制の導入、新システム導入に伴う新端末の導入と事務処理のスピードアップが奏功したと語っている。

イメージキャラクター
- イメージキャラクターとして「トムとジェリー」を採用。ボーナスキャンペーン等では、それをあしらったキャラクターグッズが人気を集めている。しかし、最近は経費削減の一環と、J-Pointスタイル（後述）のイメージキャラクターの「フエルーちょ」「タマルーにゃ」の登場により、「トムとジェリー」の出番は少なくなってきている。

ポイント制度
- J-Pointスタイル: 取引項目（点数制。給与振り込み、年金受け取り、公共料金支払い、十六DCカード/十六JCBカード利用代金自動引き落とし、住宅ローン利用・住宅金融支援機構の返済口座登録、「じゅうろくバンキングサービス「J-ダイレクト」代表口座、十六DC利用額15万円以上（6か月間））および取引残高によってステージが決定され、特典が受けられる。毎月月末日の取引項目や残高により翌々月のステージが決定される。Jブロンズ→Jシルバー→Jゴールド→Jプラチナの順に上がっていき、毎月J-マイレージポイントが付与され（それぞれ20・30・60・100ポイント）、またJシルバーでは自行およびセブン銀行・イーネットATMの時間外手数料が無料、Jゴールドでは加えて貸金庫使用料が割引（3150円）、Jプラチナではさらに加えて優待券プレゼントのサービスが受けられる。
- J-マイレージポイント: J-Pointスタイルで付与されたポイントを貯めることにより、商品やギフトカード、他社ポイント制度への移行ができる。獲得したポイントは当該獲得年度（4月から3月）の2年後の3月末日まで有効。

## 自動機サービス
ATM・CD取引での他行利用手数料は、2000年（平成12年）以降、近隣他行庫とのATM相互開放を順次拡大していった。
- 2000年（平成12年）10月 - 十六銀行、百五銀行、名古屋銀行との間で相互無料開放。
- 2001年（平成13年）
  - 5月 - 愛知銀行を加えた4行間で相互無料開放。
  - 9月 - 十六・百五・愛知の3行と東京三菱銀行の間で相互無料開放。
- 2005年（平成17年）
  - 08月 - 同じく3行とUFJ銀行との間で相互無料開放。
  - 10月 - ゼロバンクに対抗し、岐阜県内本拠の全ての信用金庫（7信金）との間で相互無料開放。
- 2006年（平成18年）
  - 2月 - 岐阜県内本拠の岐阜商工信用組合、益田信用組合、飛騨信用組合との間で相互無料開放。
  - 2月 - 三菱東京UFJ銀行の発足に伴い、新たに中京銀行・岐阜銀行との間で相互無料開放。
- 2009年（平成21年）9月14日 - ATM運行業務を日本ATMに全面委託開始。
- 2011年（平成23年）1月17日 - イオン銀行相互間利用手数料及びイーネットATMの利用手数料を105円引き下げ（平日日中無料化）。

## 情報処理システム
1993年（平成5年）に導入した情報処理システムである第三次オンラインは三菱銀行のシステムをパッケージ採用しており、2007年（平成19年）7月より稼動した第四次オンラインも三菱東京UFJ銀行と日本IBM共同で開発に当たったChanceクラウドを採用した。これにより、全店舗で外国為替の取り扱いが可能になった。一方、一部既存商品の変更・廃止や共同運用により収納代行等における大口取引先への個別対応が難しくなった。ちなみに十六銀行の費用負担分は、累計で約130億円相当とされる。
岐阜銀行の吸収合併に伴うシステム変更は原則行わず、合併と同時に片寄せした。

## 地域社会への貢献

### 女子卓球部
十六銀行女子卓球部は1980年（昭和55年）創部以来、日本卓球リーグ実業団連盟に加盟し、徹明支店（2005年10月11日の店舗統廃合により廃店）2階を練習拠点に活動している。数年前、経費削減策の一環として、費用対効果の観点から、廃止が議論されたものの、実業団で有数の強豪であることから、当時の首脳部の強い意向により、存続が決まった。2004年（平成16年）度後期日本卓球リーグ山梨・甲府大会において優勝し、前期優勝と合わせて年間での日本リーグ完全制覇を達成した。

### 環境問題
COP10開催期間中、名古屋市天白区平針地区の里山開発事業に対して、開発業者に対して融資引き上げを示唆することで、間接的に里山開発を促したとされている。

## 主な出身者
- 梅村礼 - 卓球選手
- 青山紀子 - 東海ラジオ放送アナウンサー